# Ostrowy Osada
Ostrowy Osada – wąskotorowy przystanek osobowy w Ostrowach-Cukrowni na linii kolejowej Krośniewice – Ostrowy Wąskotorowe, w powiecie kutnowskim, w województwie łódzkim, w Polsce.